# X: Beyond the Frontier
X: Beyond the Frontier (okrajšano X: BtF) je računalniška igra, ki jo je izdelalo nemško računalniško podjetje Ergosoft za osebni računalnik. Igro je začel prodajati leta 1999 založnik SouthPeak Interactive. Je vesoljska simulacija z odprtim koncem, ki se dogaja v navideznem svetu X Universe, verjetno v celoti znotraj naše Galaksije. Igralec lahko izbira med trgovanjem ali med bojevanjem, lahko pa se odloči za ravnovesje obeh strategij. Do neke mere je podobna igri Elite.
Leta 2000 je izšla razširjena igra pod naslovom X-Tension. Obe igri je izdalo razvojno in založniško podjetje THQ. Pravo nadaljevanje igre, X²: The Threat, je izšlo leta 2003, tretje nadaljevanje, X³: Reunion, pa leta 2005.